# Daniel Meade
Daniel Meade er en fiktiv person fra tv-serien Ugly Betty.
Daniel Meade er den yngste søn af to af Bradford Meade. Hans storebror, Alexander (Alex) Meade havde firmaet (Mode Magazine) før ham, men "døde" i en skiulykke, hvor han skulle springe ud fra et fly. 
Daniel er normalt en rigtig skørtejæger, men da Betty kommer ind, får hun ham til at se, at der er andet end smukke piger og druk. Han er ikke vellidt af alle på kontoret, bl.a. af Wilhelmina Slater, der gerne vil stjæle Daniels stilling som chefredaktør. 